# Инконфидент
Инконфиде́нт (от новолат. in — «не» и confidere — «верю») — в Испании и Португалии название лица, заподозренного правительством в нелояльности.
В 1758 году в Португалии, после попытки покушения на жизнь короля Жозе I, министром Помбалом было создано особое судилище для инконфидентов, которое приговорило к казни нескольких представителей высшей аристократии и к заточению — около десятка иезуитов. Все члены ордена иезуитов были объявлены инконфидентами и изгнаны из страны.
В 1789 году в бразильском капитанстве Минас-Жерайс обществом инконфидентов был организован заговор, который, однако, был раскрыт по доносу предателя. Руководитель заговора Тирадентис был казнён, остальные его участники приговорены к ссылке и изгнанию.